# Goyang Sono Skygunners
Goyang Sono Skygunners (Coreano: 고양 소노 스카이거너스) es un equipo de baloncesto coreano con sede en Goyang, Gyeonggi, que compite en la KBL, la primera categoría del baloncesto del país. Su principal patrocinador es Orion Confectionery.
El club se fundó en 1997, y tenía su sede originalmente en Daegu, pero en 2011 se trasladó a Goyang. Disputa sus partidos como local en el Goyang Gymnasium, con capacidad para 6.592 espectadores.

## Palmarés

### Nacional
- KBL

Campeón (2): 2001–02, 2015–16
Finalista (1): 2002–03
- KBL Pro-Am

Campeón (1): 2015

## Posiciones en Liga
| - 1997 - - 1998 - - 1999 - - 2000 - 8º - 2001 - 10º - 2002 - 1º - 2003 - 2º - 2004 - 3º | - 2005 - 6º - 2006 - 6º - 2007 - 4º - 2008 - 10º - 2009 - 9º - 2010 - 10º - 2011 - 10º - 2012 - 8º | - 2013 - 5º - 2014 - 6º - 2015 - 5º - 2016 - 1º - 2017 - 3º - 2018 - 8º |